# Kensington Central Library
Kensington Central Library é um prédio na Hornton Street e Phillimore Walk, Kensington, Londres. Foi construído em 1958-60 pelo arquiteto E. Vincent Harris no sítio de The Abbey, uma casa no estilo neogótico a qual foi construída por um senhor Abbot em 1880 e destruída por bombardeamentos em 1944, durante a Segunda guerra mundial.
Foi inaugurado pela rainha-mãe Isabel Bowes-Lyon em 13 julho de 1960.
A biblioteca pública está dentro do borough real de Kensington e Chelsea e é administrado como parte do Tri-Borough: "um serviço de bibliotecas e arquivos integrados", juntamente com Westminster, Hammersmith e Fulham. 